# Goliath (vehículo teledirigido)
El Goliath - Leichter Ladungsträger Goliath (Sd.Kfz. 302/303a/303b), en alemán - fue un pequeño vehículo sobre orugas y guiado por cable, utilizado por el Ejército alemán durante la Segunda Guerra Mundial. Entre las fuerzas Aliadas, era llamado tanque escarabajo.
Transportaba una carga explosiva de 60 o 100 kg, según el modelo, siendo ideado para emplearse en múltiples papeles, como destruir tanques, dispersar densas formaciones de infantería y demoler edificios y puentes.

## Historia
Durante la Primera Guerra Mundial y el periodo de entreguerras, varios inventores concibieron pequeños vehículos sobre orugas destinados a transportar una carga explosiva. Durante la guerra, los franceses desarrollaron dos vehículos. El torpedo terrestre Cocodrilo Schneider (Crocodile Schneider Torpille Terrestre, en francés) transportaba una carga explosiva de 40 kg y fue empleado en combate de forma limitada en junio de 1916. Sin embargo, tuvo un pobre desempeño y fue eclipsado por los primeros tanques que estaban siendo introducidos. El torpedo eléctrico Aubriot-Gabet (Aubriot-Gabet Torpille Électrique, en francés) era propulsado por un motor eléctrico alimentado mediante un cable que se desenrollaba. Este vehículo podría haber virado mediante el embrague de sus orugas, aunque las primeras versiones habrían carecido de un sistema de dirección. Esto podría haber sido irrelevante, ya que su tarea era simplemente cruzar la tierra de nadie para atacar las trincheras enemigas. El torpedo terrestre Wickersham fue patentado por el inventor estadounidense Elmer Wickersham en 1918 y en la década de 1930, un vehículo similar fue desarrollado por el diseñador automotriz francés Adolphe Kégresse. 
Hacia 1940, tras haber recuperado cerca del Sena un prototipo de vehículo con orugas miniatura desarrollado por el diseñador francés Adolphe Kégresse, la oficina de armamento de la Wehrmacht solicitó a la compañía de automóviles Borgward de Bremen el desarrollo de un vehículo similar para transportar explosivos. El resultado fue el Sd.Kfz. 302 (Sonderkraftfahrzeug, «vehículo especial») llamado Leichter Ladungsträger («transporte ligero de carga») apodado Goliath. El vehículo estaba dirigido a distancia por medio de una caja de mandos equipada con palancas de mando, que estaba unida al Goliath por medio de dos cables de teléfono con una longitud máxima de 650 m que se conectaban en la parte trasera del vehículo. Este primer modelo del Goliath utilizaba un motor eléctrico para desplazarse, pero a causa de su costo y de las dificultades para repararlo, el siguiente modelo (conocido bajo el nombre de Sd. Kfz. 303) utilizó un motor de gasolina más simple y fiable. El nuevo modelo fue denominado V-Motor y se construyó en dos versiones. La Sd.Kfz 303a por la empresa Zundapp y la Sd.Kfz. 303b por Zachert.

## Historial de combate
A partir de enero de 1942, los Goliath fueron empleados en todos los frentes donde combatió el Ejército alemán. Eran principalmente empleados por unidades Panzer y de ingenieros de combate especializadas. Fueron empleados en Anzio en abril de 1944.
Es conocido sobre todo por haber estado presente en las playas del Desembarco de Normandía. Afortunadamente para las tropas aliadas, no se les había dado el mantenimiento adecuado y eran frágiles. Como prueba, en la Playa Utah, solamente detonó uno de ellos, los otros estaban demasiado oxidados o bien los disparos de artillería cortaron sus cables, por lo que no pudieron ser utilizados. Los soldados Aliados también encontraron algunos Goliath en los Alpes Marítimos después de los desembarcos en el sur de Francia en agosto de 1944, con al menos uno de estos empleado con éxito contra un vehículo del 509° Batallón de Infantería Paracaidista.[cita requerida] Más tarde, también fueron usados por unidades del SS durante el Alzamiento de Varsovia de 1944. Los polacos, con un número restringido de armas antitanque a su disposición, enviaban a menudo voluntarios para cortar los cables que dirigían al Goliath antes de que llegase a su objetivo. El combate en el Alzamiento de Varsovia demostró que si el Goliath no estaba protegido por fuego de apoyo, un combatiente con la suficiente determinación podía cortar fácilmente sus cables de dirección, equipado con una simple pala. 
Si bien se construyeron un total de 7.564 Goliath de los dos modelos, dicha arma de un solo uso no se consideró como un éxito dado el alto coste por unidad, su baja velocidad (9,5 km/h), escasa distancia del suelo (11,4 cm), su delgado blindaje que no lo protegía ante ningún tipo de arma antitanque de la época y sus vulnerables cables para dirigirlo. El Goliath también era demasiado grande y pesado para ser transportado por los soldados. En la mayoría de casos, no lograron alcanzar su objetivo, pero producían un efecto considerable cuando lo lograban
Una gran cantidad de Goliath fueron capturados por los Aliados. Aunque fueron examinados con interés por los servicios de inteligencia, se les consideró de escaso valor militar. Algunos fueron empleados por la Fuerza Aérea del Ejército de los Estados Unidos como tractores de aviones, aunque se averiaron rápidamente porque los vehículos descartables no habían sido diseñados para un uso continuo.
El Goliath, sin embargo, creó la base para los avances posteriores a la Segunda Guerra Mundial en materia de tecnologías de control a distancia.[cita requerida]

## Versión rumana
En 1944, Rumania diseñó y construyó su propio modelo de vehículo de demolición teledirigido, que es conocido como "Goliath rumano" por la falta de información sobre su designación oficial. Sin embargo, era muy diferente a su contraparte alemana. Las pocas fotografías que sobrevivieron a la guerra muestran que el vehículo no tenía blindaje, desconociéndose si llegó a tenerlo. Tenía algunas mejoras logísticas, como su casco de diseño propio que le permitía cruzar trincheras y cráteres con mayor facilidad que su contraparte alemana. No pasó de la etapa de prototipo y pesaba alrededor de dos toneladas.

## Ejemplares supervivientes
Se conservan varios ejemplares en museos, entre otros, un ejemplar de este vehículo se expone en el museo del desembarco de Sainte-Marie-du-Mont, en el museo de la Liberación de Cherbourg-Octeville, en el museo Guerra y Paz en Ardenas en Novion-Porcien así como en el Deutsches Panzermuseum Münster en Münster.
Los Goliath que sobrevivieron a la guerra se encuentran expuestos en:

- El Museo de la Segunda Guerra Mundial, Massachusetts, Estados Unidos
- El Deutsches Panzermuseum, Alemania
- El Museo Tøjhus, Copenhague, Dinamarca
- El Heeresgeschichtliches Museum, Viena, Austria
- El Musée du Débarquement Utah Beach, Normandía, Francia
- El Museo de Blindados de Saumur, Francia
- Musee n.º 4 Commando, Ouistreham, Normandía, Francia
- El Museo Canadiense de la Guerra, Ottawa, Ontario, Canadá
- Museo de Fort Garry Horse, Winnipeg, Manitoba, Canadá
- Museo de artillería del Ejército de los Estados Unidos
- Colección Karl Smith, Estados Unidos
- El Museo Imperial de Guerra de Duxford, Reino Unido
- El Museo de tanques de Bovington, Reino Unido
- El Museo de los REME, Reino Unido
- Museo de la Caballería Neerlandesa, Países Bajos
- Museo de la Guerra, Overloon, Países Bajos
- Het Nederlands kustverdedigingsmuseum: Fort Hoek van Holland, Países Bajos
- Het memorial museum Nijverdal, Países Bajos
- Museo Real de las Fuerzas Armadas e historia militar, Bélgica
- Museo de Diciembre del 44, La Gleize, Bélgica
- El Museo de tanques de Kubinka, Rusia
- Arsenał en Wrocław, Polonia
- Museo del Ejército Polaco, Polonia
- Museo del Alzamiento de Varsovia, Polonia
- Muzeum dopravy (Museo del transporte), Bratislava, Eslovaquia
- Museo del Ejército Sueco, Estocolmo, Suecia
- Museo técnico de Coblenza, Coblenza, Alemania[9]
- Flying Heritage & Combat Armor Museum, Everett, Washington, Estados Unidos

## Galería

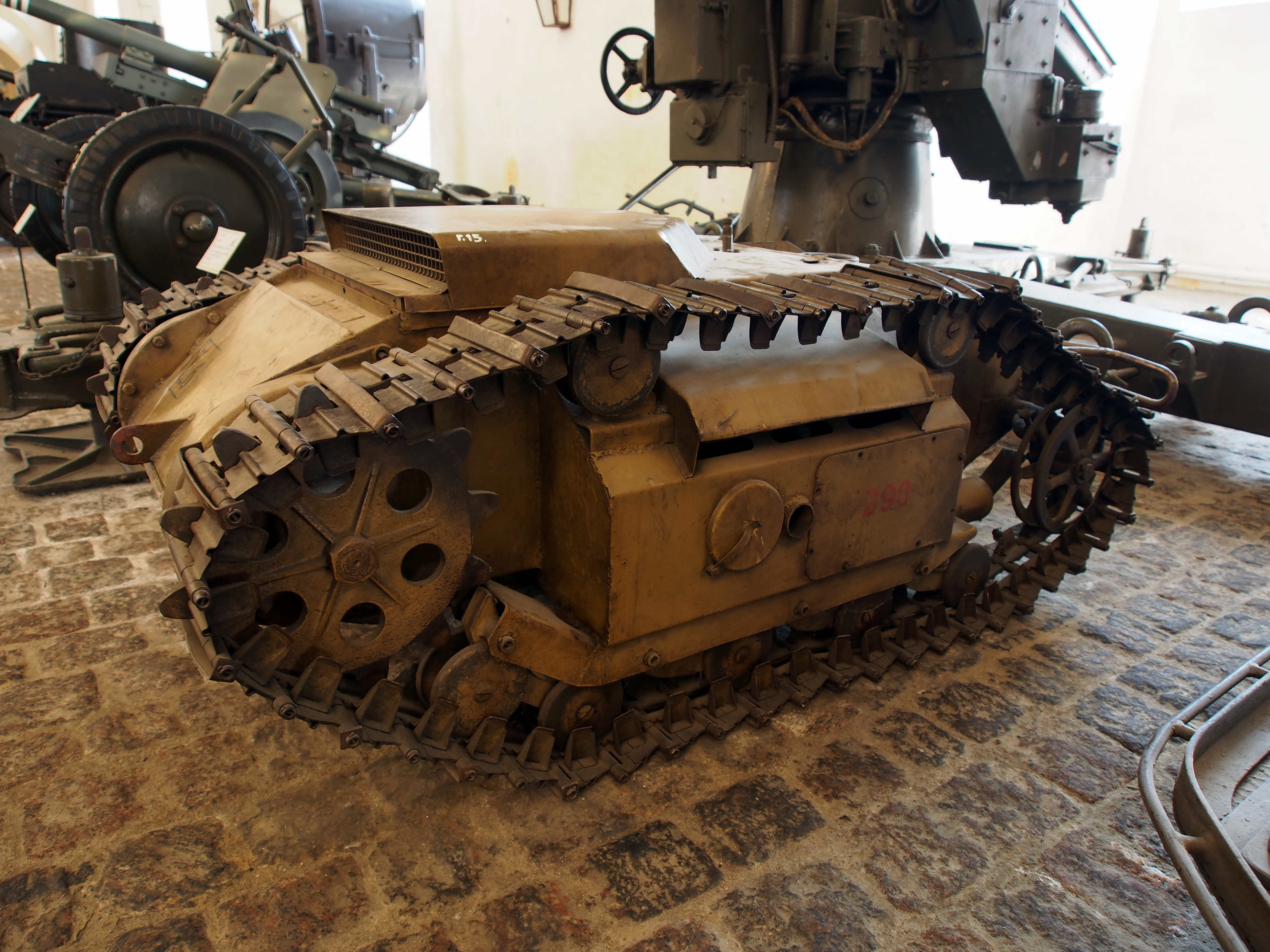
El Sd.Kfz. 303b del Museo del Real Arsenal Danés, Copenhague.
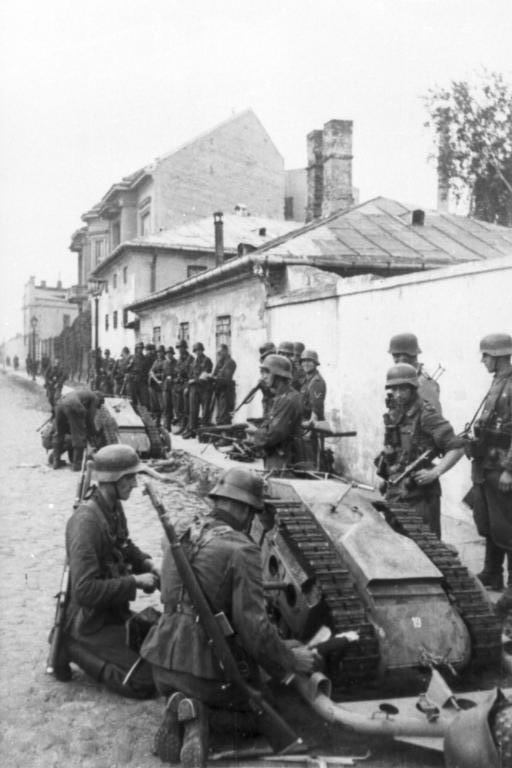
Soldados alemanes ensamblando un Goliath Sd. Kfz. 303 durante el Alzamiento de Varsovia de 1944.
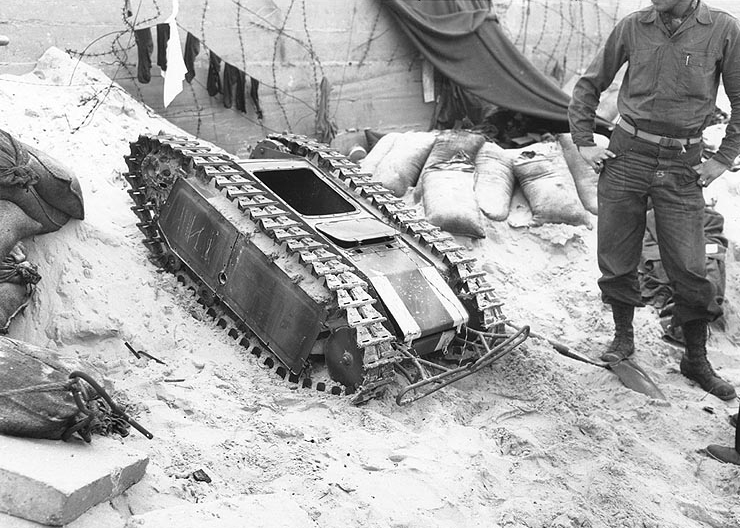
Un Sd.Kfz. 303b capturado en Normandía, junio de 1944.
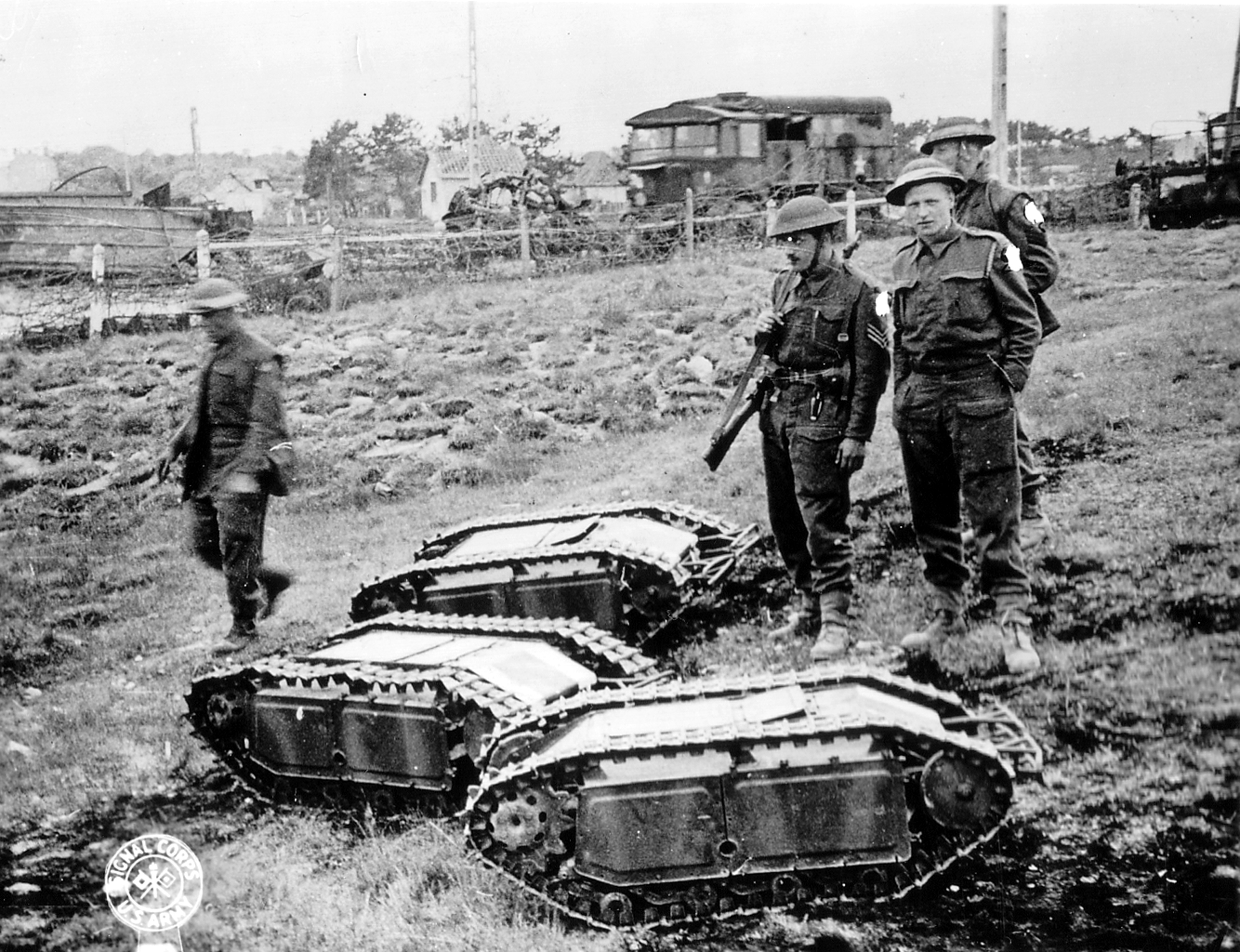
Soldados británicos con vehículos Goliath capturados en Normandía.
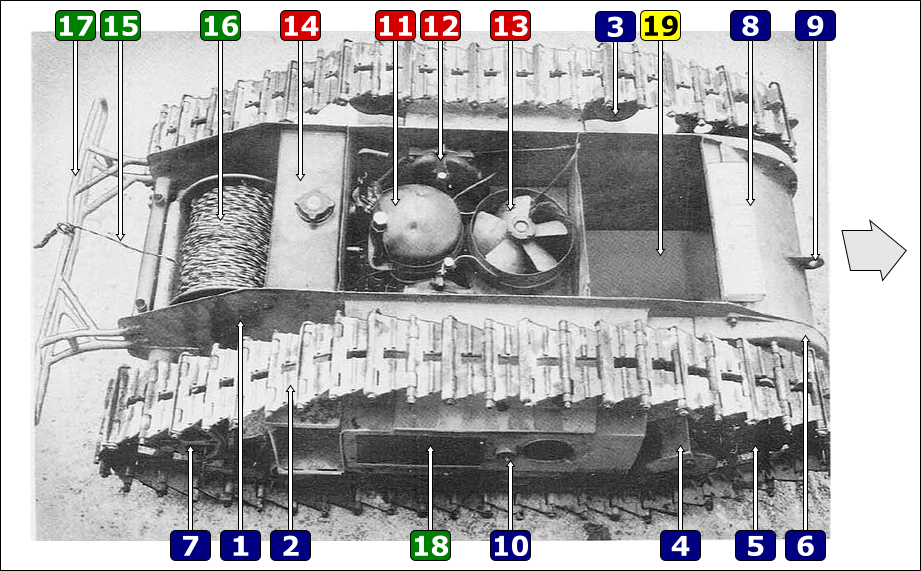
Interior de un Goliath Sd.Kfz. 303.
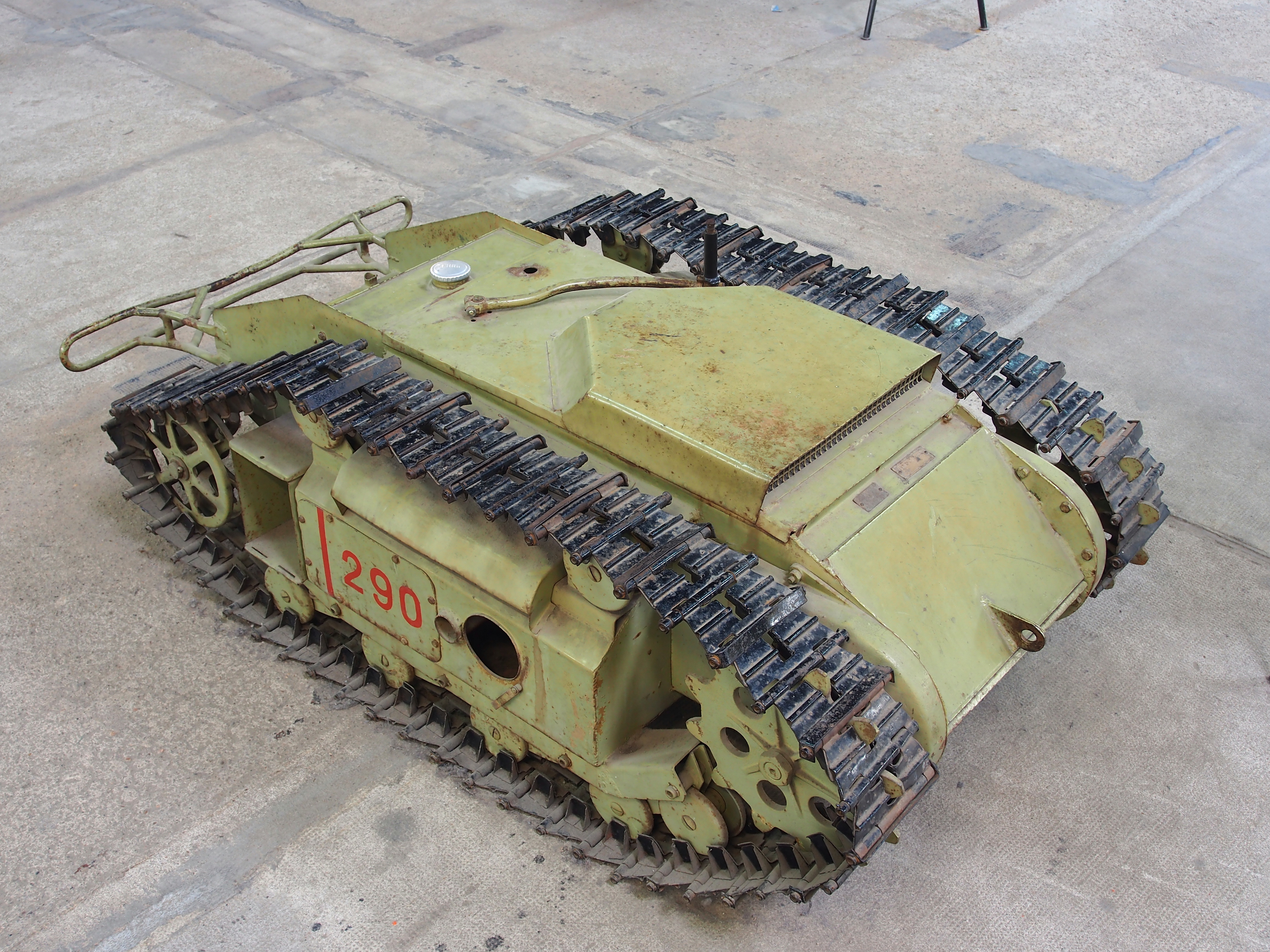
El Sd.Kfz. 303b del Museo de Blindados de Saumur.
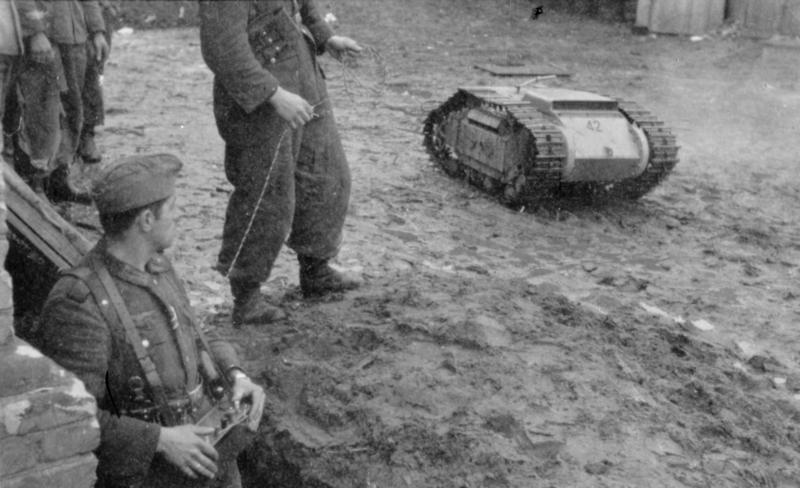
Soldados alemanes controlando un Goliath en Kovel, Ucrania, abril de 1944.